# Plator indicus
Plator indicus is een spinnensoort uit de familie Trochanteriidae. De soort komt voor in India.